# LessPass
LessPass est un gestionnaire de mots de passe open source sans base de données et sans sauvegarde des mots de passe. Le gestionnaire fonde sa sécurité sur l'absence de stockage des mots de passe, susceptible aux vols et fuites de données. Le mot de passe est généré à chaque utilisation via une fonction pure. LessPass est open source, son code est disponible sur Github.

## Sources
- Site officiel
- Guillaume Vincent, « LessPass comment ça marche ? », sur blog.lesspass.com, 8 juillet 2016 (consulté le 5 avril 2021)
- (es) « LessPass: un creador de contraseñas seguras que te evita memorizarlas », sur AS.com, 22 juillet 2019 (consulté le 5 avril 2021)